# Geschützte geographische Angabe
Geschützte geographische Angabe, en abrégé g.g.A, (en français; Indication géographique protégée) désigne des produits agricoles et des denrées alimentaires étroitement liés à une zone géographique allemande ou autrichienne.
Le sigle g.g.A fait partie de la politique de qualité des produits agricoles de l'Union européenne.

## Exemples de g.g.A
- Südtiroler Speck
- Lübecker Marzipan
- Kölsch
- Nürnberger Lebkuchen

## Sources
- Site de la Commission européenne.